# Hwang Sun-hee
Hwang Sun-hee (* 15. August 1986) ist eine südkoreanische Schauspielerin.

## Filmografie

### Fernsehserien
- 2010: It’s Okay, Daddy’s Girl (괜찮아, 아빠 딸, SBS) … als Ma Ri-sol
- 2011: Sign (싸인, SBS) … als Gang Seo-yeon
- 2011: City Hunter (시티헌터, SBS) … als Jin Se-hui
- 2012: Wild Romance (난폭한 로맨스, KBS2) … als O Su-yeong
- 2012: Love, My Love (TV소설 사랑아 사랑아, KBS2) … als Hong Seung-hui
- 2013: A Hundred Year Legacy (백년의 유산, MBC) … als Eunsol
- 2013: Master’s Sun (주군의 태양, SBS) … als Cha Hui-ju und Hanna Brown
- 2013: Melody of Love (사랑은 노래를 타고, KBS) … als Gong Su-im